# Y-splitsing
Een Y-splitsing of Y-kruising is een driesprong waarbij er maximaal een rechte hoek tussen de wegen die er op uitkomen, tussen de armen ligt. Als er twee rechte hoeken zijn, dus er sprake is van een doorgaande weg en een zijweg, is het een T-splitsing. Doordat de wegen schuin op elkaar aansluiten is een Y-splitsing onoverzichtelijker dan een T-splitsing. Daarom worden er vanwege de verkeersveiligheid minder Y-splitsingen aangelegd dan T-splitsingen.

Y-splitsing met rechte hoek
Y-splitsing met gestrekte hoek

Bajonetkruispunt · Continuous-flow intersection · Driesprong (T-splitsing, Y-splitsing) · Hook turn · Jughandle · Kwadrantkruispunt · Michigan left · Superstreet · Viersprong